# Gaetano Maria Schiassi
Gaetano Maria Schiassi (Bolonya, 10 de març de 1698 - Lisboa, entre 30 de setembre de 1753 i 28 de maig de 1754) fou un violinista i compositor italià.
Va treballar com a violinista a la cort ducal d'Alderano Malaspina, a Itàlia, i després a Darmstadt. Va veure representades deu òperes i dos oratoris a Itàlia, inclosa una comèdia en dialecte bolonyès. Al voltant de 1734 es traslladà a Lisboa, on va servir a la capella reial, i on va escriure una òpera i quatre oratoris, així com sonates virtuoses i concerts per a violí. A Lisboa Schiassi va fundar l'Acadèmia de Música de Trindade i la correspondència entre ell i el Pare Martini va revelar una gran quantitat d'informació sobre les pràctiques musicals a Lisboa.
Va ser conegut principalment per les seves composicions operístiques, però les seves obres instrumentals per al violí van ser més que acceptables. Les obres de Schiassi per a violí inclouen la composició de sonates, concerts, simfonies i danses. La seva música vocal, a més de les òperes, van ser en forma de pastorals.
Les seves òperes més ben rebudes van ser Didone abbandonata i la comèdia La Zanina finta contessa.